# Michelle Bartsch-Hackley

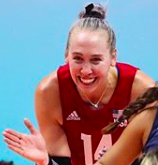
Michelle Bartsch-Hackley reprezentantką Stanów Zjednoczonych w 2019 roku

Michelle Bartsch-Hackley; z domu Bartsch (ur. 12 lutego 1990 w Maryville) – amerykańska siatkarka, grająca na pozycji przyjmującej.

## Sukcesy klubowe
Puchar Niemiec:
- 2014[2], 2016

Liga niemiecka:
- 2015[3], 2016
- 2014

Puchar Włoch:
- 2019

Liga włoska:
- 2019

Liga Mistrzyń:
- 2019, 2022[4]
- 2021

Liga chińska:
- 2020

Puchar Turcji:
- 2021, 2022[5]

Liga turecka:
- 2021, 2022[6]

Superpuchar Turcji:
- 2021

Klubowe Mistrzostwa Świata:
- 2021

## Sukcesy reprezentacyjne
Mistrzostwa Ameryki Północnej, Środkowej i Karaibów Kadetek:
- 2006

Mistrzostwa Ameryki Północnej, Środkowej i Karaibów Juniorek:
- 2008

Puchar Panamerykański:
- 2015, 2017

Igrzyska Panamerykańskie:
- 2015

Grand Prix:
- 2016

Puchar Wielkich Mistrzyń:
- 2017

Liga Narodów:
- 2018, 2019, 2021

Puchar Świata:
- 2019

Mistrzostwa Ameryki Północnej, Środkowej i Karaibów:
- 2019

Igrzyska Olimpijskie:
- 2020

## Nagrody indywidualne
- 2008: Najlepsza serwująca Mistrzostw Ameryki Północnej, Środkowej i Karaibów Juniorek
- 2018: MVP i najlepsza przyjmująca Ligi Narodów
- 2021: MVP i najlepsza przyjmująca Ligi Narodów
- 2021: Najlepsza przyjmująca Igrzysk Olimpijskich w Tokio